# Lirceus usdagalun
Lirceus usdagalun is een pissebed uit de familie Asellidae. De wetenschappelijke naam van de soort is voor het eerst geldig gepubliceerd in 1973 door Holsinger & Bowman.